# Brembo
Brembo es una multinacional italiana fundada en 1961 que se dedica a fabricar frenos de disco para automóviles y motocicletas. Desde 1995 cotiza en la Bolsa italiana y está incluida en el índice FTSE Italia Mid Cap.

## Historia
La Scuderia Ferrari de Fórmula 1 utiliza frenos de esta marca para sus monoplazas, al igual que algunos fabricantes de motocicletas como BMW, Ducati y KTM.
En España cuenta con una fábrica de producción en el polígono industrial Centrovía en La Muela, Zaragoza. Conocido por su estrecha colaboración con el fabricante español SEAT, ofreciendo como opción, frenos de alto rendimiento en modelos como el Seat Ibiza Cupra R TDI 6L.

### AP Racing
En el año 2000, Brembo adquirió al fabricante de frenos de competición y embragues con sede en Reino Unido AP Racing, una división anterior de Automotive Products. El 9 de noviembre de 2007, la subsidiaria Brembo de Norte América adquirió la división Automotive Brake Components de Hayes Lemmerz. La operación de aproximadamente 3 960 000 €, también incluyó alrededor de 250 empleados e instalaciones de producción en Homer (Míchigan), Estados Unidos y Apodaca, México.